# Institut national de la statistique (Tunisie)
Pour les autres articles nationaux ou selon les autres juridictions, voir Institut national de la statistique.
L'Institut national de la statistique (arabe : المعهد الوطني للإحصاء) ou INS est un établissement public tunisien dépendant du ministère du développement et de la coopération internationale. Créé en 1969, il est chargé de la production et de l'analyse des statistiques officielles en Tunisie.

## Missions
Parmi ses missions, l'Institut national de la statistique :
- organise et exploite les recensements de la population, les enquêtes démographiques, sociales et économiques et publie les différents chiffres de population en Tunisie ;
- produit et publie de nombreux indices et indicateurs de conjoncture économique et assure le suivi et l'analyse de la conjoncture. Il élabore les comptes de la nation selon ses différentes dimensions (nationale et trimestrielle) ;
- organise la documentation statistique nationale en rassemblant les données produites par les structures du système national de la statistique et assure la coopération internationale dans le domaine statistique ;
- assure le secrétariat permanent du Conseil national de la statistique.

## Organisation
L'INS est représenté par six directions régionales qui couvrent les grandes régions du pays :
- Nord-Est couvrant les gouvernorats de l'Ariana, Ben Arous, Bizerte, La Manouba, Nabeul, Tunis et Zaghouan (son siège est à Tunis) ;
- Nord-Ouest couvrant les gouvernorats de Béja, Jendouba, du Kef et de Siliana (son siège est à Béja) ;
- Centre-Est couvrant les gouvernorats de Mahdia, Monastir, Sfax et Sousse (son siège est à Sousse) ;
- Centre-Ouest couvrant les gouvernorats de Kairouan, Kasserine et Sidi Bouzid (son siège est à Kasserine) ;
- Sud-Est couvrant les gouvernorats de Gabès, Médenine et Tataouine (son siège est à Médenine) ;
- Sud-Ouest couvrant les gouvernorats de Gafsa, Kébili et Tozeur (son siège est à Gafsa).

La mission principale des représentations régionales est de réaliser les opérations de collecte de données, de chiffrement et de saisie ainsi que le développement des statistiques régionales dans leurs zones géographiques respectives.